# Lustre de Hartwig

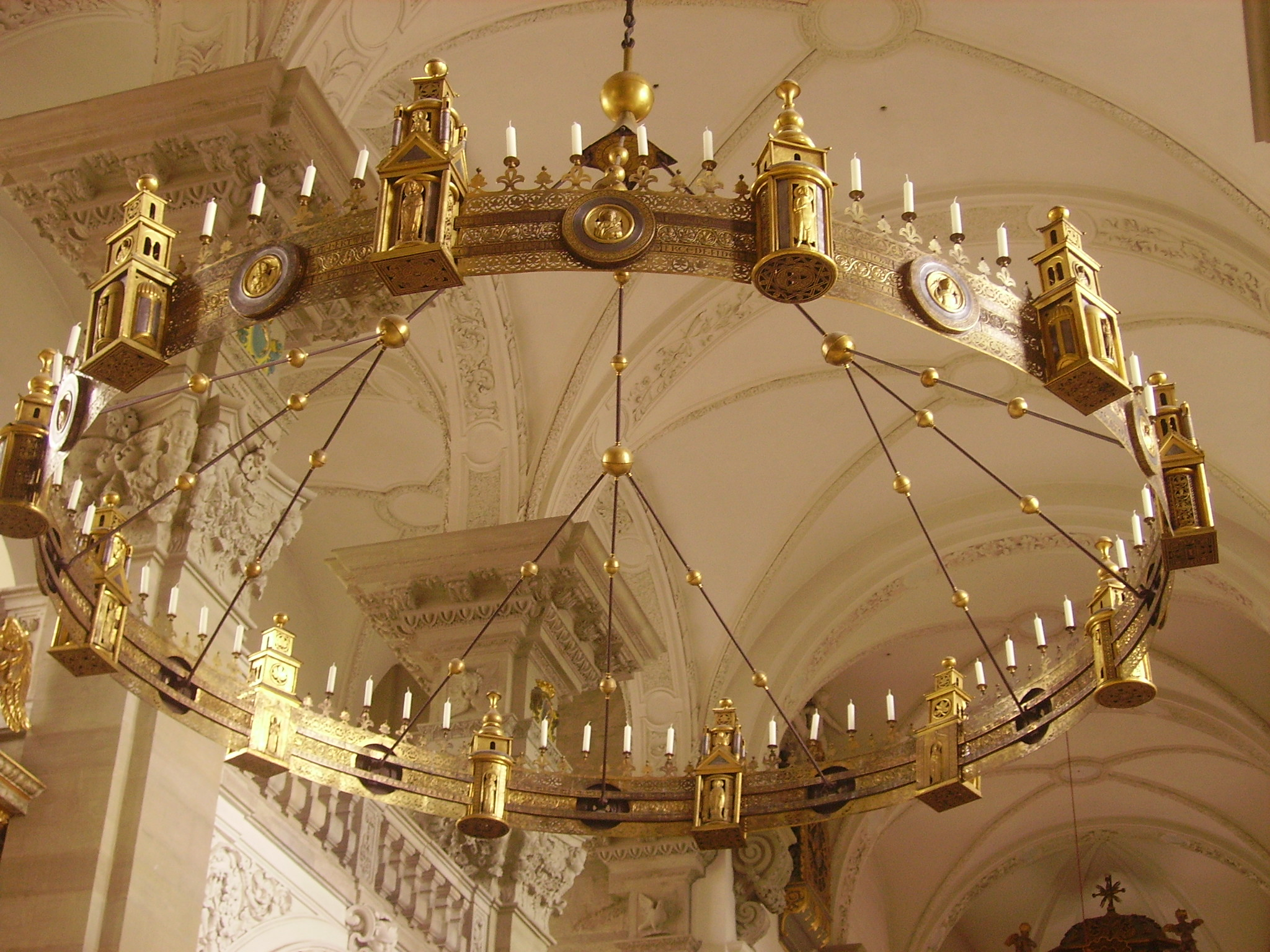
Vue rapprochée du lustre de Hartwig.

Le chandelier de Hartwig ou lustre de Hartwig (en allemand : Hartwigleuchter) est un lustre à roue roman, réalisé au XIIe siècle, conservé dans l'église abbatiale de l'abbaye de Comburg, située près de Schwäbisch Hall, dans le Bade-Wurtemberg, en Allemagne.
Il est l'un des quatre lustres à roue allemands du même siècle encore existants, avec le chandelier d'Azelin et le chandelier de Hezilo, tous deux dans la cathédrale Sainte-Marie de Hildesheim, et le chandelier de Barberousse, dans la cathédrale d'Aix-la-Chapelle.

## Histoire
Le lustre de Hartwig porte le nom de l'abbé du monastère responsable de sa commande et de sa donation à l'édifice religieux, au début du XIIe siècle. La construction de l'antependium de l'église abbatiale remonte à la même époque. L'œuvre est plutôt bien conservée, compte tenu des événements qui ont entraîné des pertes du patrimoine historique et artistique médiéval à d'autres endroits. En particulier, le lustre a survécu à la guerre des Paysans allemands, à la démolition de l'église romane d'origine et à sa reconstruction, ainsi qu'à l'effondrement du nouvel édifice au XIXe siècle.

## Description
Le diamètre du lustre est de 5 m et sa circonférence atteint donc 16 m. La structure de base est constituée de deux anneaux en fer forgé, sur lesquels sont montés douze plaques de cuivre plaquées d'or de 50 cm de hauteur et finement décorées, chacune contenant quatre emplacement pour des bougies. Douze tourelles à lanternes, de près d'un mètre de haut, alternent avec ces panneaux de cuivre.
L'ensemble du lustre est richement orné de figures et de reliefs. Les plaques de cuivre contiennent des médaillons avec des portraits d'apôtres, les tourelles contiennent des personnages de gardiens, et au centre de la suspension du lustre se trouve une image du Christ bénissant. Comme les autres, ce lustre propose une image de la Jérusalem céleste. Une inscription latine figure sur les deux rangées des anneaux de fer ; on y trouve l'abbé Hartwig nommé comme commanditaire et on y célèbre le travail accompli.
Pour souligner les ornements, les portraits et les inscriptions, certaines parties des plaques de cuivre ont été dorées, tandis que d'autres ont été réalisées par brunissage. L'artiste a travaillé toute la surface jusque dans les moindres détails, alors que le lustre devait être suspendu dans la nef à une hauteur telle que les détails devaient être invisibles aux fidèles. Une telle attitude est typique de l'expression artistique médiévale, où l'artiste travaille pour la gloire de Dieu et non pour la satisfaction de ceux qui regardent son travail.